# Rhipidolestes malaisei
Rhipidolestes malaisei là loài chuồn chuồn trong họ Megapodagrionidae. Loài này được Lieftinck mô tả khoa học đầu tiên năm 1948.